# جوزفين دونوفان
جوزفين دونوفان (بالإنجليزية: Josephine Donovan)‏ هي مقالاتية وصحفية وبروفيسورة أمريكية، ولدت في 7 ديسمبر 1941 في مانيلا في الفلبين.